# Borce
Borce é uma comuna francesa na região administrativa da Nova Aquitânia, no departamento dos Pirenéus Atlânticos. Estende-se por uma área de 65 km². Em 2010 a comuna tinha 140 habitantes (densidade: 2,2 hab./km²).